# 42번가의 반야
《42번가의 반야》(영어: Vanya on 42nd Street)는 미국에서 제작된 루이 말 감독의 1994년 코미디 드라마 영화이다. 월리스 숀, 줄리앤 무어 등이 출연하였고, 프레드 버너 등이 제작에 참여하였다.

## 출연진
- 월리스 숀
- 줄리앤 무어
- 래리 파인
- 브룩 스미스
- 조지 게인스
- 피비 브랜드
- 제리 메이어
- 린 코언
- 마두르 자프리
- 앙드레 그레고리

## 기타 제작진
- 미술: 유진 리
- 의상: 게리 존스